# 1995 na política
Nesta página encontrará referências aos acontecimentos directamente relacionados com a política ocorridos durante o ano de 1997.

## Eventos
- 1 de Janeiro - Fernando Henrique Cardoso toma posse como Presidente do Brasil
- 24 de abril - O primeiro-ministro da Malásia, Mahathir bin Mohamad, foi reeleito após vencer as eleições.

## Nascimentos
| Data | Nome | Profissão | Nacionalidade | Observações | Ref |
| ---- | ---- | --------- | ------------- | ----------- | --- |

## Mortes
| Data           | Nome                       | Profissão                        | Nacionalidade | Observações | Ref |
| -------------- | -------------------------- | -------------------------------- | ------------- | ----------- | --- |
| 3 de outubro   | Plínio Correia de Oliveira | político, escritor e historiador | Brasil        | n. 1908     |     |
| 30 de dezembro | Antônio Brochado da Rocha  | advogado e político              | Brasil        | n. 1907     |     |